# Кокозек (Саркандский район)
Кокозек (Кок—Узек, каз. Көкөзек) — село в Саркандском районе Жетысуской области Казахстана. Входит в состав Амангельдинского сельского округа. Находится примерно в 33 км к северу от районного центра, города Сарканд. Код КАТО — 196035200.

## Население
В 1999 году население села составляло 919 человек (466 мужчин и 453 женщины). По данным переписи 2009 года, в селе проживало 630 человек (332 мужчины и 298 женщин).